# Партия датчан
Партия датчан (дат. Danskernes Parti) — ультраправая политическая партия в Дании. Партия называет своей идеологией национализм и этноплюрализм. Однако большинство экспертов считают, что партия неонацистская.

## История
Партия датчан была основана 10 июня 2011 года Даниэлем Карлсенем и бывшими членами Национал-социалистического движения Дании.
Партия участвовала на муниципальных выборах 2013 года, но не заняла ни одно место. В 2015 году начался сбор подписей для участия в следующих общенациональных выборах. В апреле 2016 года Партия датчан заявила, что набрала половину от необходимого количества.
24 июня 2017 года Даниэль Карлсен заявил, что уходит из политики, чтобы уделять больше времени семье. Остальное руководство приняло решение закрыть партию.

## Результаты выборов
| Год  | Кол-во голосов | % голосов | Мест |
| ---- | -------------- | --------- | ---- |
| 2013 | 6782           | 0,21      | 0    |